# Назаров Ілля Владиславович
Ілля Владиславович Назаров (11 листопада 1961, Київ) — кандидат економічних наук, доцент економічного факультету Київського національного університету імені Тараса Шевченка, з 2003 року — член Ради і один із засновників Київського Релігійно-філософського товариства, член редколегії журналу «Христианская мысль», дійсний член філософсько-економічного вченого зібрання (МДУ).

## Біографія

### Освіта
- 1978–1983 — студент економічного факультету Київського державного університету імені Тараса Шевченка, спеціальність «Політична економія».
- 1983–1986 — аспірантура Київського державного університету імені Тараса Шевченка.
- В 1987 році захистив кандидатську дисертацію на тему «Функції госпрозрахункового підприємства та механізми їхнього узгодження».

### Трудова діяльність
- 1987 − 1993 — асистент кафедри економічної теорії економічного факультету Київського державного університету імені Тараса Шевченка.

- З 1993 року доцент кафедри економічної теорії економічного факультету Київського державного університету імені Тараса Шевченка.

У 1990-х роках публікував поетичні твори у  самвидавчому журналі «Самватас» (редактор   А. Беліченко).
Викладає курси: «Економічна історія і історія економічної думки», «Економічна історія» «Економічна історія та історія економічної думки України», «Цивілізаційні процеси і соціальна типологія розвитку людства».
По причині того, що архимандрит Амвросій (Макар Микола Федорович) виїхав з України в Італію, Назаров у 2017 році очолив після нього Київське релігійно-філософське товариство.

## Наукові інтереси
Методологічні підходи до вивчення цивілізаційної динаміки, співвідношення свободи і необхідності в цивілізаційних процесах, філософія господарства. 

## Основні публікації
Автор 50 наукових праць.
1. О предпосылках разрешения противоречий производственной и воспроизводственной функций предприятия // Экономические противоречия социализма". — К.: Наук. думка. — 1991.
2. Тяжіння речей // Вісник Київського університету. Економіка. — 1998. — С.6-10.
3. Свобода против закона: цивилизация на весах Спасения. Ч. 1. // Синопсис. Православ'я, філософія, культурологія. — 2001. — № 4-5. — Часопис. Богослов. — С.463-513.
4. Содержание и границы понятия хозяйства у С. Н. Булгакова в свете Православного вероучения // Totallogy — XXI (Вип. 8). — Постнеокласичні дослідження. — К.: ЦГО НАН України. — 2002. — С.245-262.
5. О религиозных основаниях цивилизационного разделения Европы // Христианская мысль. — 2005. — № 2. — С. 118–129.
6. К вопросу о пределах хозяйственного преобразования мира («философия хозяйства» С. Н. Булгакова) // Философия хозяйства . Альманах общественных наук и экономического факультета МГУ — 2004. № 3. — С. 235–242.
7. Становление философии хозяйства: от гуманистической парадигмы к христианской // Философия хозяйства . — 2005. — № 4-5. — С.125-132.
8. Спасение и творчество: хозяйственное и нехозяйственное в мире и в истории // Проблемы современной экономики. Евразийский международный научно-аналитический журнал. — 2005. — № 3-4. — С. 400–403.
9. Время собирать камни: философия хозяйства против постмодерна // Философия хозяйства. — 2006. — № 4. — С.9-15.
10. Людина і господарство: проблеми онтології господарства та інтерпретація їх С. М. Булгаковим // С.Булгаков. Розмисли. Творча спадщина у контексті 21-го століття / За ред. В. Д. Базилевича. — К.: Знання, 2006. — С.32-48.
11. Свобода против закона: цивилизация на весах Спасения. Монографія. — К., — 2008.
12. Философия хозяйства в поисках смысла: ностальгия по Откровению / Философия хозяйства. Альманах Центра общественных наук и экономического факультета МГУ им. М. В. Ломоносова 2009. — № 1 — с. 122–135.
13. Догматические основания христианской философии: «Творение — падение- спасение»// Збірка матеріалів других Покровських міжнародних просвітницьких читань «Церква в світі: служіння любові», 22-24 жовтня 2009 р. (текст); Полтава: ТОВ «АСМІ», 2009. — С. 429–432.

Навчально-методичні праці:
1. Економічна історія України (докапіталістичний період): Навч. посібник для студентів економічного факультету. — К.: ВПЦ «Київський університет», 1997.
2. Економічна історія. Методичний посібник для самостійної роботи студентів. — К.: Інститут економіки, управління та господарського права. — 1998. — 55 с.
3. Історія економіки та економічної думки. Навчально-методичний комплекс для студентів економічних спеціальностей. — К.: ВПУ «Київський університет». — 2007. — 100 с.